# Aphis brunellae
Aphis brunellae är en insektsart som beskrevs av Henri Schouteden 1903. Aphis brunellae ingår i släktet Aphis och familjen långrörsbladlöss. Enligt den finländska rödlistan är arten starkt hotad i Finland. Arten är reproducerande i Sverige. Artens livsmiljö är åsmoskogar. Inga underarter finns listade i Catalogue of Life.